# Reattivo di Schwartz
Il reattivo di Schwartz è il composto organometallico con formula (η5-C5H5)2Zr(H)Cl, a volte abbreviata come Cp2Zr(H)Cl. Questo complesso di zirconio fu ottenuto per la prima volta da Wailes e Weigold nel 1970, e prese il nome reattivo di Schwartz nel 1974 quando il chimico statunitense Jeffrey Schwartz lo utilizzò per sviluppare le reazioni di idrozirconazione. Disponibile in commercio, Cp2Zr(H)Cl in condizioni normali è un solido bianco, sensibile all'aria, all'umidità e alla luce. Trova applicazione in sintesi organica per varie trasformazioni, soprattutto per alcheni e alchini.

## Struttura

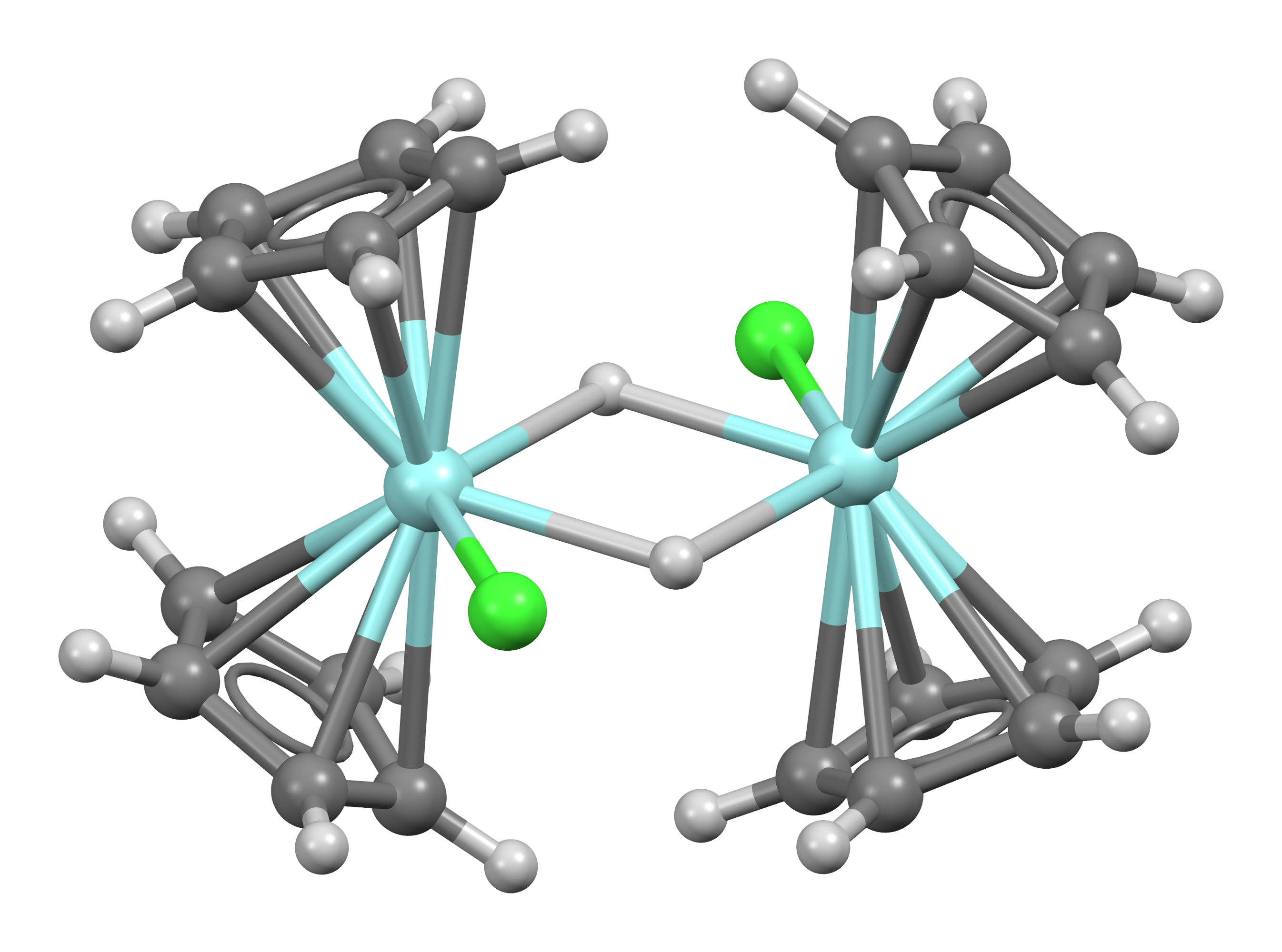
Figura 1. Modello del reattivo di Schwartz in base alla struttura cristallina.

Il composto adotta la struttura tipo metallocene piegato simile a quella di svariati altri complessi Cp2MX2. Misure di diffrazione elettronica su microcristalli (MicroED) e di spettroscopia FT-IR  hanno evidenziato una struttura dimera con gli idruri a ponte tra i due centri metallici (Figura 1).

## Sintesi
Il reattivo di Schwartz si può preparare riducendo il dicloruro di zirconocene con  LiAlH4:
{\displaystyle {\ce {Cp2ZrCl2 + 1/4LiAlH4 -> Cp2Zr(H)Cl + 1/4LiAlCl4}}}
Durante la reazione si forma anche Cp2ZrH2, che trattato con diclorometano si trasforma a sua volta in Cp2Zr(H)Cl. Come riducente si può usare LiAl(O-t-Bu)3H al posto di LiAlH4.

## Applicazioni
L'impiego di Cp2Zr(H)Cl in sintesi organica ha attratto interesse perché questo reattivo è poco costoso, facile da preparare, e induce una varietà di reazioni in condizioni blande con alta resa. La reazione più comune è l'idrozirconazione (un tipo di idrometallazione): un legame Zr-H viene addizionato a un legame insaturo (ad esempio un alchene RC=CR) per dare un intermedio con un legame Zr-C (RHC-CRZr), intermedio che può in seguito reagire ulteriormente. La reazione di idrozirconazione è usata spesso per funzionalizzare alcheni e alchini.  Ad esempio gli alcheni formano intermedi che possono poi fornire alcani, bromoalcani e chetoni tramite reazioni con elettrofili come acido cloridrico, bromo e cloruri acilici:
Alcuni dei numerosi altri possibili impieghi del reattivo di Schwartz sono: formazione di legami C-C, formazione e apertura di cicli, riduzione di amidi ad aldeidi, vinilazione di chetoni, sintesi di antibiotici.